# Dourdain
Dourdain (bret. Dourdan) – miejscowość i gmina we Francji, w regionie Bretania, w departamencie Ille-et-Vilaine.
Według danych na rok 1990 gminę zamieszkiwały 594 osoby, a gęstość zaludnienia wynosiła 43 osoby/km² (wśród 1269 gmin Bretanii Dourdain plasuje się na 783. miejscu pod względem liczby ludności, natomiast pod względem powierzchni na miejscu 709.).